# Earl Carroll
Earl Carroll (Pittsburgh, 16 settembre 1893 – Aristes, 17 giugno 1948) è stato un regista, produttore teatrale, paroliere e compositore statunitense.

## Biografia
Ha diretto e prodotto numerosi musical a Broadway, incluse undici edizioni di Earl Carroll's Vanities, Earl Carroll's Sketch Book e Murder at the Vanities, di cui venne realizzato anche il film Il mistero del varietà, con Carl Brisson, Victor McLaglen e Jack Oakie. Conosciuto come "il Trovatore del nudo", Carroll era famoso per le sue produzioni, dove le showgirl erano le "meno vestite" di Broadway. Nel 1922 costruì il primo "Earl Carroll Theatre" di New York, che fu demolito e ricostruito più grande nel 1931. Nel 1938 costruì un secondo teatro su Sunset Boulevard a Hollywood, in California.
Nel 1926, in pieno proibizionismo, fu coinvolto in uno scandalo a seguito di una festa che aveva organizzato in onore di Harry Kendall Thaw, che 20 anni prima aveva assassinato l’architetto Stanford White. Durante la festa privata, fu portata una vasca da bagno in cui riposava una giovane donna nuda, Joyce Hawley, che faceva il bagno in un liquore, che successivamente si sostenne essere champagne. Sebbene Carroll si aspettasse una certa discrezione da parte dei suoi ospiti, Philip Payne, direttore del New York Mirror, pubblicò un articolo sulla serata e le autorità federali, determinate ad apprendere la provenienza dell'alcool illegale, convocarono Carroll. Questi smentì l’episodio, che venne però confermato da altri ospiti e Carroll fu incriminato per falsa testimonianza, scontando sei mesi al penitenziario di Atlanta.
Fra le sue produzioni si ricordano partiture per gli spettacoli di Broadway, tra cui So Long Letty (da cui venne tratto l'omonimo film), Canary Cottage e The Love Mill, canzoni come Isle d'Amour, So Long Letty, Dreams of Long Ago, Give Me All You, Just The Way You Are e Dreaming.
Curiosamente, dopo essere stato pilota di aerei nella prima guerra mondiale, Carroll morì il 17 giugno 1948, ad Aristes, in Pennsylvania nell’incidente aereo del volo United Airlines 624.